# Síťový kabel

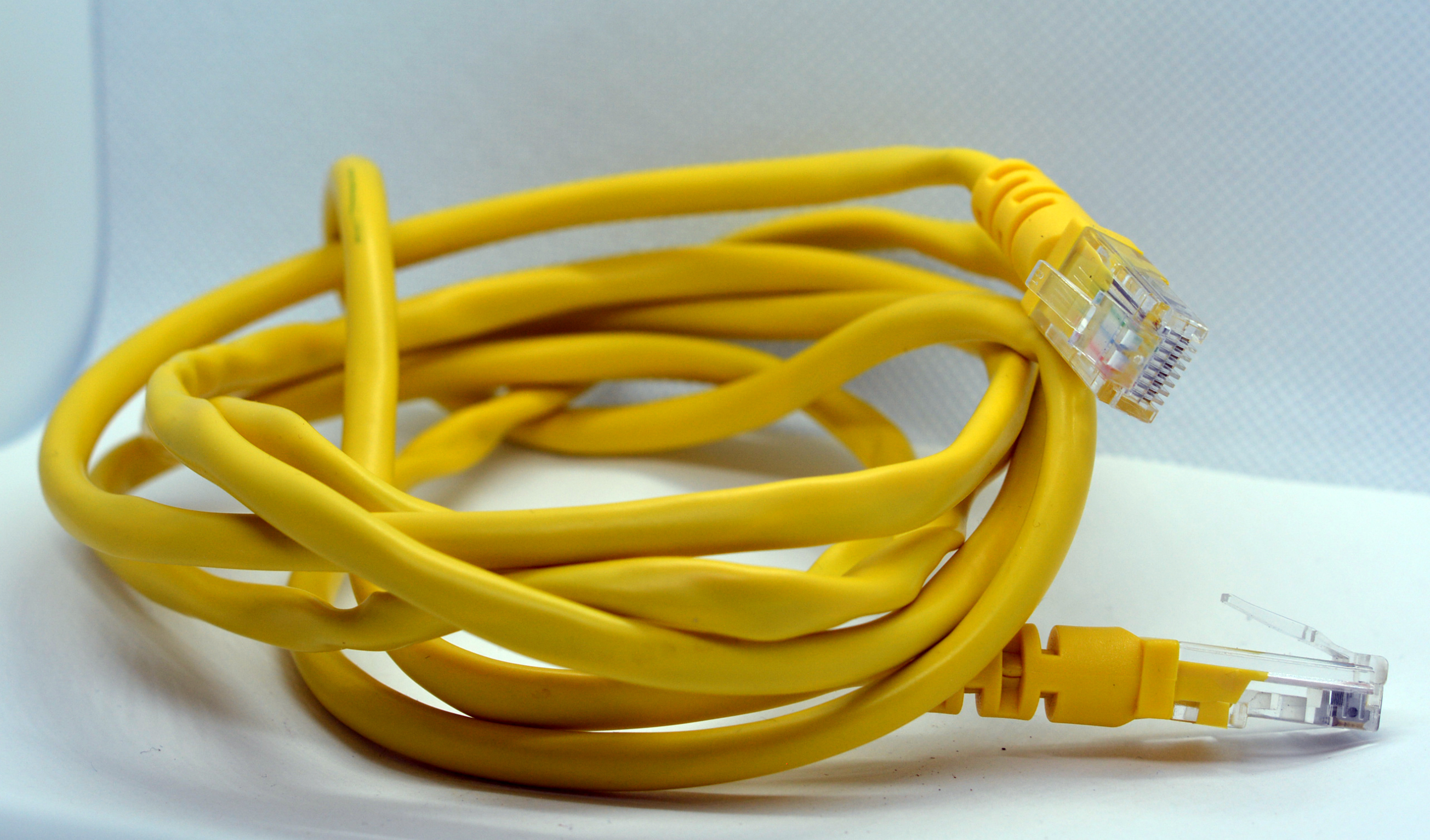
Kabel tvořený čtyřmi páry kroucené dvojlinky zakončený konektory RJ-45

Síťový kabel slouží k připojení jednoho síťového zařízení ke druhému nebo propojuje dva a více počítačů ke sdílení tiskárny, scanneru apod. Použití různých typů síťových kabelů, jako například koaxiální kabel, optický kabel nebo kroucená dvojlinka, záleží na síťové topologii, protokolu a na délce. Zařízení mohou být od sebe vzdálené několik metrů (např. Ethernet) nebo mít téměř neomezenou vzdálenost (např. propojený Internet).
Zatímco se bezdrátová síť může stát v budoucnosti všední technologií, většina současných počítačových sítí stále využívá kabely pro přenos signálů z jednoho bodu ke druhému.

## Kroucená dvojlinka
Kroucená dvojlinka je druh kabelu, který je používán v telekomunikacích a počítačových sítích. Kroucená dvojlinka je tvořena páry vodičů, které jsou po své délce pravidelným způsobem zkrouceny a následně jsou do sebe zakrouceny i samy výsledné páry.

## Optický kabel
Optická vlákna jsou široce využívána v komunikacích, kde umožňují přenos na delší vzdálenosti a při vyšších přenosových rychlostech dat než jiné formy komunikace. Vlákna se používají místo kovových vodičů, protože signály jsou přenášeny s menší ztrátou a zároveň jsou vlákna imunní vůči elektromagnetickému rušení.

## Koaxiální kabel
Koaxiální kabel je asymetrický elektrický kabel s jedním válcovým vnějším vodičem a jedním drátovým nebo trubkovým vodičem vnitřním. Vnější vodič nazýváme často stíněním a vnitřní vodič jádrem. Vnější a vnitřní vodič jsou odděleny nevodivou vrstvou (dielektrikum).
Pomocí vnitřního a vnějšího vodiče lze přenášet stejnosměrný proud (napájení anténních předzesilovačů), odrušit (stínit) nízkofrekvenční signály (kabely k mikrofonům a sluchátkům), ovšem nejčastější funkcí koaxiálního kabelu je přenos elektromagnetického vlnění o vysokém kmitočtu (řádově do 50 GHz), které se šíří koaxiálním kabelem podobně jako stejnosměrný proud.

## Elektrický vodič
I když elektrický vodič není navržen pro síťové aplikace, nové technologie jako třeba Powerline Communication umožňují využít tyto vodiče pro propojení domácích počítačů, periferií nebo dalších síťových zařízení. 9. října 2009 schválila společnost ITU-T doporučení G.hn/G.9960 jako světově první standard vysokorychlostního powerline communications. G.hn také specifikuje komunikaci přes telefonní linky a koaxiální kabely.